# Eva mitocondrial
L'Eva mitocondrial (també mt-Eve, mt-MRCA), en genètica humana, és l'avantpassat comú matrilineal més recent (MRCA) de tots els humans vius. En altres paraules, es defineix com la dona més recent de la qual tots els humans vius descendeixen en una línia ininterrompuda només a través de les seves mares i a través de les mares d'aquestes mares, fins que totes les línies convergeixen en una sola dona.
Pel que fa als haplogrups mitocondrials, el mt-MRCA es troba a la divergència del macro-haplogrup L en L0 i L1–6. A partir del 2013, les estimacions sobre l'edat d'aquesta divisió oscil·laven fa uns 155.000 anys, consistent amb una data posterior a l'especiació de l'Homo sapiens però anterior a la recent dispersió fora d'Àfrica.
L'anàleg masculí de l'"Eva mitocondrial" és l'"Adam cromosòmic Y" (o Y-MRCA), l'individu del qual tots els humans vius descendeixen patrilinealment. Com que la identitat dels MRCA matrilineals i patrilineals depèn de la història genealògica (col·lapse del pedigrí), no cal que hagin viscut al mateix temps. A partir de 2013, les estimacions de l'edat Y-MRCA estan subjectes a una incertesa substancial, amb un ampli interval de temps des de fa 180.000 fins a 580.000 anys (amb una edat estimada d'entre 120.000 i 156.000 anys enrere), aproximadament coherent amb l'estimació de mt-MRCA.).
El nom "Eva mitocondrial" fa al·lusió a l'Eva bíblica, fet que ha provocat alguns errors en els relats periodístics sobre el tema. Les presentacions de la ciència popular sobre el tema solen assenyalar aquestes possibles idees errònies posant l'accent en el fet que la posició de mt-MRCA no està fixada en el temps (ja que la posició de mt-MRCA avança en el temps a mesura que els llinatges d'ADN mitocondrial (mtDNA) s'extingeixen), ni es refereix a una "primera dona", ni a l'única femella viva del seu temps, ni a la primera membre d'una "nova espècie".